# Аэд мак Конхобайр
Аэд мак Конхобайр (др.‑ирл. Áed mac Conchobair; погиб в 888) — король Коннахта (882—888) из рода Уи Бриуйн.

## Биография
Аэд был одним из сыновей правителя Коннахта Конхобара мак Тайдга Мора. Его семейные владения находились на равнине Маг Ай, располагаясь вокруг древнеирландского комплекса Круахан.
Аэд мак Конхобайр унаследовал престол Коннахта после смерти своего отца, скончавшегося в 882 году. В своё правление Аэд вёл тяжёлые войны с викингами. В 887 году множество норманнов из Лимерика было убито при нападении на них коннахтцев. В следующем году правитель Коннахта принял участие в походе верховного короля Ирландии Фланна Синны против дублинских викингов. Однако в произошедшем сражении ирландское войско потерпело поражение. Среди знатных лиц, павших на поле боя, были король Аэд, епископ Килдэра Лергус мак Круиннен и аббат монастыря в Килдэре Доннхад.
После гибели Аэда мак Конхобайра коннахтский престол унаследовал его брат Тадг.